# Campionato europeo femminile di pallacanestro 1993
Il 24º Campionato Europeo Femminile di Pallacanestro FIBA (noto anche come FIBA EuroBasket Women 1993) si è tenuto in Italia dall'8 al 13 giugno 1993.
I Campionati Europei Femminili di Pallacanestro sono una manifestazione biennale tra le squadre nazionali del continente, organizzato dalla FIBA Europe.

## Squadre partecipanti
| Gruppo A Bulgaria Spagna Italia Polonia | Gruppo B Francia Ungheria Slovacchia Russia |  |

## Gironi di qualificazione

### Gruppo A
| Team        | Pt | V - P | PF - PS   |
| ----------- | -- | ----- | --------- |
| 1. Italia   | 6  | 3 - 0 | 212 - 189 |
| 2. Spagna   | 4  | 2 - 1 | 224 - 204 |
| 3. Bulgaria | 2  | 1 - 2 | 220 - 228 |
| 4. Polonia  | 0  | 0 - 3 | 205 - 240 |

### Gruppo B
| Team          | Pt | V - P | PF - PS   |
| ------------- | -- | ----- | --------- |
| 1. Slovacchia | 4  | 2 - 1 | 233 - 213 |
| 2. Francia    | 4  | 2 - 1 | 199 - 187 |
| 3. Ungheria   | 2  | 1 - 2 | 235 - 241 |
| 4. Russia     | 2  | 1 - 2 | 209 - 235 |

## Fase a eliminazione diretta
|  | Semifinali | Semifinali | Semifinali |        |         | Finale             | Finale             | Finale             |  |
|  |            |            |            |        |         |                    |                    |                    |  |
|  | Francia    | Francia    | 56         |        |         |                    |                    |                    |  |
|  | Francia    | Francia    | 56         |        |         |                    |                    |                    |  |
|  | Italia     | Italia     | 54         |        |         |                    |                    |                    |  |
|  | Italia     | Italia     | 54         |        | Francia | Francia            | 53                 |                    |  |
|  |            |            |            |        | Francia | Francia            | 53                 |                    |  |
|  |            |            | Spagna     | Spagna | 63      |                    |                    |                    |  |
|  | Spagna     | Spagna     | Spagna     | Spagna | 63      | 73                 |                    |                    |  |
|  | Spagna     | Spagna     |            |        |         | 73                 |                    |                    |  |
|  | Slovacchia | Slovacchia | 55         |        |         | Finale Terzo Posto | Finale Terzo Posto | Finale Terzo Posto |  |
|  | Slovacchia | Slovacchia | 55         |        |         |                    |                    |                    |  |
|  |            |            |            |        |         |                    |                    |                    |  |
|  |            |            |            |        |         | Slovacchia         | Slovacchia         | 68                 |  |
|  |            |            |            |        |         | Slovacchia         | Slovacchia         | 68                 |  |
|  |            |            |            |        |         | Italia             | Italia             | 67                 |  |

## Classifica finale
| Campione d'Europa | Campione d'Europa | Campione d'Europa |
| --- | ----------------- | --- |
| Spagna4 Grande, 5 Mújica, 6 Ares, 7 Xantal, 8 Alonso, 9 Geuer, 10 Valero, 11 Álvaro, 12 Messa, 13 Ferragut, 14 Cebrián, 15 Sánchez, All. Manuel Coloma |                   | |
| Argento | Francia           | Francia4 Cissé, 5 Weistroffer, 6 Zago, 7 Foucade, 8 Souvré, 9 Santaniello, 10 Force, 11 Vivenot, 12 Ekambi, 13 Fijalkowski, 14 Campi, 15 Moussard, All. Paul Besson                           |
| Bronzo | Slovacchia        | Slovacchia4 Farkašová, 5 Hudecová, 6 Kotočová, 7 Rajniaková, 8 Kuklová, 9 Váňová, 10 Hiráková, 11 Kalistová, 12 Dobrovičová, 13 Slošiarová, 14 Rázgová, 15 Vasilková, All. Marián Matyáš      |
| 4. | Italia            | Italia4 Paparazzo, 5 Caselin, 6 Fullin, 7 Salvemini, 8 Ballabio, 9 Rossi, 10 Arcangeli, 11 Pollini, 12 Stanzani, 13 Todeschini, 14 Tufano, 15 Passaro, All. Franco Novarina                   |
| 5. | Polonia           | Polonia4 Frąszczak, 5 Głaszcz, 6 Wlaźlak, 7 Mróz, 8 Nowak, 9 Poźniak, 10 Portianko, 11 Szamyjer, 12 Godula, 13 Olęcka, 14 Wołujewicz, 15 Dydek, All. Tadeusz Huciński                         |
| 6. | Bulgaria          | Bulgaria4 N. Todorova, 5 Ruseva, 6 Savova, 7 Brănzova, 8 Horozova, 9 Dragomirova, 10 Kosturkova, 11 Dimitrova, 12 Slavčeva, 13 Staneva, 14 Varbanova, 15 I. Todorova, All. -                  |
| 7. | Russia            | Russia4 Baranova, 5 Kuznecova, 6 Marilova, 7 Kardakova, 8 Burmistrova, 9 Čerkačeva, 10 Pšikova, 11 Michajlova, 12 Šunejkina, 13 Šakirova, 14 Zabolueva, 15 Chodakova, All. Evgenij Gomel'skij |
| 8. | Ungheria          | Ungheria4 Mészáros, 5 Csávás, 6 Bagoly, 7 Meskó, 8 Boksay, 9 Csák, 10 D. Nagy, 11 A. Nagy, 12 Rátvay, 13 Orbán, 14 Kalmár-Nagy, 15 Körmendi, All. József Pálinkás                             |